# Apomecyna densemaculata
Apomecyna densemaculata là một loài bọ cánh cứng trong họ Cerambycidae.